# Leslie M. Shaw
Leslie Mortimer Shaw, född 2 november 1848 i Morristown, Vermont, USA, död 28 mars 1932 i Washington, D.C., var en amerikansk republikansk politiker, advokat och bankman.
Han var guvernör i Iowa 1898-1902 och USA:s finansminister under president Theodore Roosevelt 1902-1907. Shaws utnämning till Roosevelts kabinett var en belöning för att han hade förespråkat guldmyntfoten i 1896 års kampanj och fyra år senare hade varit en anhängare av Theodore Roosevelt.
Shaw köpte tillbaka statsobligationer från affärsbankerna. Han bidrog också med andra åtgärder till att få till stånd en valuta som bättre skulle motsvara marknadens behov. Statsmaktens inblandning i penningmarknaden var på högsta nivå i USA:s historia när Shaw var finansminister.
Efter tiden som finansminister var han verksam som bankman i New York. Han dog i Washington och hans grav finns i Denison, Iowa.